# Ray Clemons
Narville Ray Clemons (ur. 4 czerwca 1912 w East Duke, zm. 26 listopada 1980 w Lincoln Park) – amerykański zapaśnik walczący w stylu wolnym. Olimpijczyk z Berlina 1936, gdzie zajął piąte miejsce w wadze półciężkiej.
Zawodnik High School Duke i University of Central Oklahoma. All-American w NCAA Division I w 1936, gdzie zajął pierwsze miejsce.
Grał w rozgrywkach futbolu amerykańskiego w Detroit Lions w 1939 roku.

## Letnie Igrzyska Olimpijskie 1936
| Konkurencja      | Rundy eliminacyjne    | Rundy eliminacyjne  | Rundy eliminacyjne | Rundy eliminacyjne   | Klas. końcowa |
| Konkurencja      | Przeciwnik I          | Przeciwnik II       | Przeciwnik III     | Przeciwnik IV        | Miejsce       |
| ---------------- | --------------------- | ------------------- | ------------------ | -------------------- | ------------- |
| 87 kg styl wolny | Paul Dätwyler (SUI) Z | Thomas Ward (GBR) Z | Ago Neo (EST) P    | Knut Fridell (SWE) P | 5.            |